# Фациокардиоренальный синдром

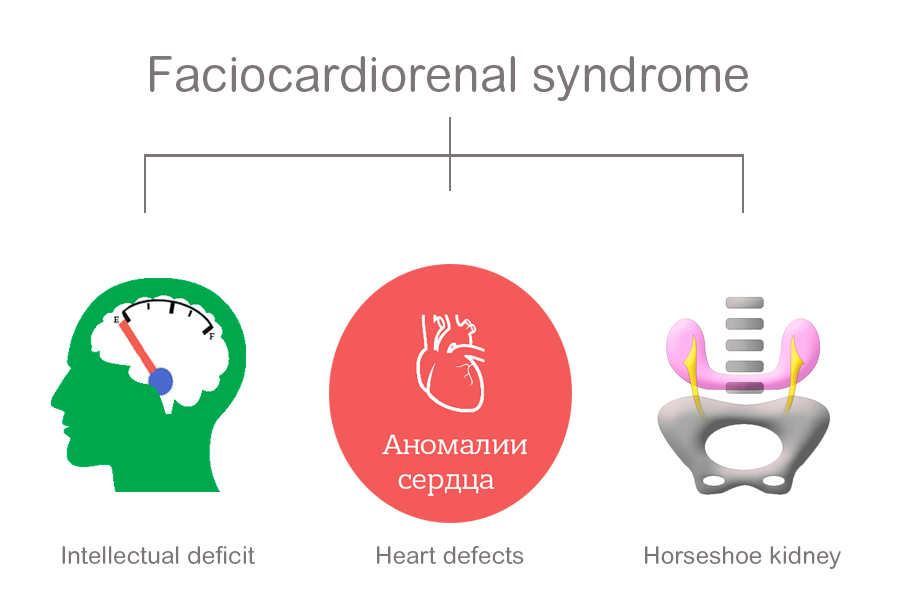
Триада проявлений Фациокардиоренального синдрома

Фациокардиоренальный синдром, называется также синдромом Eastman-Bixler — очень редкий аутосомно-рецессивный синдром, описанный впервые в 1977 году. Всего описано 4 случая этого синдрома в неродственных семьях.

## Проявления

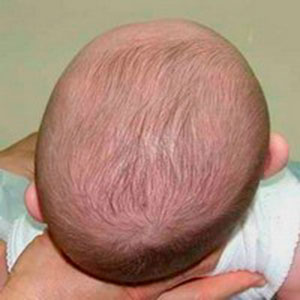
Плагиоцефалия — уплощение черепа с одной из сторон

Синдромом Eastman-Bixler характеризуется следующими проявлениями:
1. Снижение интеллекта
2. Аномалии почек, в частности подковообразная почка
3. Заболевания сердца (врожденные пороки, кардиомегалия, гипертрофия миокарда, дефекты проводящей системы, фиброэластоз, пролапс митрального или трикуспидального клапана)
4. Дефектами лицевого черепа (уплощение спинки носа, волчья пасть, лопоухость, плоские скулы, отсутствие зубов, гиподонтия)
5. Плагиоцефалия
6. Со стороны других органов и систем: дыхательная недостаточность, тугоподвижность суставов